# Блауманис, Рудольф Матисович
Рудольф Матисович Блауманис (латыш. Rūdolfs Blaumanis; 1 января 1863, Эрла, Лифляндская губерния — 4 сентября 1908, Финляндия) — латышский драматург и прозаик, автор реалистической прозы о жизни крестьянства. Известен также как поэт и сатирик. Писал на латышском и немецком языках.

## Биография
Родился 1 января 1863 года в семье повара.
В 1881 году окончил коммерческую школу в Риге. Начал печататься в 1887 году как журналист в латышских и немецких периодических изданиях в Риге и в Санкт-Петербурге. Редактировал литературное приложение «Пурва мала» к газете «Петербургас авизес» (1902—1903) и сатирическое приложение «Скайдиена» к газете «Латвия» (1906).

## Творчество
Автор рассказов и новелл о жизни латышского крестьянства: «Сорная трава» (1887), «Гроза» (1887), «В Спиенах»(1888), «Раудупиете» (1889), «Весенние заморозки» (1898), «В трясине» (1898), «Андриксон» (1899), «В тени смерти» (1899). Создал сильные психологически обоснованные характеры. Получил широкую известность также как драматург — автор комедий «Воры» (1890), «Грехи Трины» (1896), «Дни портных в Силмачах» (1902) и драм «Злой дух» (1891), «Блудный сын» (1893), «Индраны» (1904), «В огне» (1905), «Субботний вечер» (1907). Блауманис известен также как поэт и сатирик.

## Память
- Именем Рудольфа Блауманиса названы улицы многих городов Латвии.
- В Риге Р. Блауманису установлен памятник[2].
- В 1959 году был открыт Дом-музей Рудольфа Блауманиса — усадьба «Браки». Реставрация построек усадьбы — жилого дома, помещения для скота, зернохранилища, амбара — завершилась в 1992 году.[3]
- В Риге на улице Альберта, 12 находится Музей Яниса Розентала и Рудольфа Блауманиса (памятная квартира).
- В Сигулде, на перекрёстке улиц Дарза и Парка, в 1988 был установлен памятник работы скульптора И. Добычина.

Памятник и почтовые марки
Памятник в рижском парке
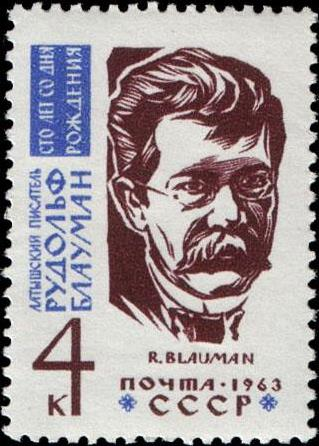
Почтовая марка СССР, 1963 год

## Экранизации
- 1955 — «Весенние заморозки»[латыш.] (латыш. Salna pavasarī).
- 1966 — «Эдгар и Кристина» (латыш. «Purva bridējs») — по новеллам «В огне» и «В трясине».
- 1971 — «В тени смерти» (латыш. «Nāves ēnā»).
- 1982 — «Краткое наставление в любви» (латыш. «Īsa pamācība mīlēšanā») — музыкальная комедия, экранизация одноимённого фельетона.